# Grand-Orly Seine Bièvre
La Grand-Orly Seine Bièvre és una de les divisions o Établissement public territorial de la Metròpoli del Gran París creada al 2016.
Està formada per 24 municipis que pertanyen al departament de la Vall del Marne i al de l'Essonne.

## Municipis

### Departament de la Val-de-Marne
1. Ablon-sur-Seine
2. Arcueil
3. Cachan
4. Chevilly-Larue
5. Choisy-le-Roi
6. Fresnes
7. Gentilly
8. Ivry-sur-Seine
9. L'Haÿ-les-Roses
10. Le Kremlin-Bicêtre
11. Orly
12. Rungis
13. Thiais
14. Valenton
15. Villejuif
16. Villeneuve-le-Roi
17. Villeneuve-Saint-Georges
18. Vitry-sur-Seine

### Departament de l'Essonne
1. Athis-Mons
2. Juvisy-sur-Orge
3. Morangis
4. Paray-Vieille-Poste
5. Savigny-sur-Orge
6. Viry-Châtillon